# Kanada na Letních olympijských hrách 2012
Kanada se účastnila Letní olympiády 2012. Zastupovalo ji 273 sportovců (119 mužů a 154 žen) v 28 sportech.

## Medailisté
| Medaile | Jméno | Sport               | Soutěž                                 |
| ------- | --- | ------------------- | -------------------------------------- |
| Zlato   | Rosannagh MacLennanová | Skoky na trampolíně | ženy                                   |
| Stříbro | Gabriel Bergen Jeremiah Brown Andrew Byrnes Will Crothers Douglas Csima Robert Gibson Malcolm Howard Conlin McCabe Brian Price | Veslování           | muži osmiveslice                       |
| Stříbro | Ashley Brzozowicz Janine Hanson Krista Guloien Darcy Marquardt Natalie Mastracci Andréanne Morin Lesley Thompson Rachelle Viinberg Lauren Wilkinson | Veslování           | ženy osmiveslice                       |
| Stříbro | Ryan Cochrane | Plavání             | muži 1500 m volný způsob               |
| Stříbro | Adam van Koeverden | Kanoistika          | muži K-1 1000 m                        |
| Stříbro | Tonya Verbeeková | Zápas               | Ženy volný styl 55 kg                  |
| Bronz   | Jennifer Abel Émilie Heymans | Skoky do vody       | ženy synchronizované skoky z prkna 3 m |
| Bronz   | Meaghan Benfeito Roseline Filion | Skoky do vody       | ženy synchronizované skoky z věže 10 m |
| Bronz   | Antoine Valois-Fortier | Judo                | muži 81 kg                             |
| Bronz   | Christine Girard | Vzpírání            | ženy 63 kg                             |
| Bronz   | Brent Hayden | Plavání             | muži 100 m volný způsob                |
| Bronz   | Gillian Carleton Jasmin Glaesser Tara Whitten | Cyklistika          | ženy stíhací závod (družstvo)          |
| Bronz   | Derek Drouin | Atletika            | Muži skok do výšky                     |
| Bronz   | Mark Oldershaw | Kanoistika          | muži C-1 1000 m                        |
| Bronz   | Carol Huynh | Zápas               | Ženy volný styl 48 kg                  |
| Bronz   | Melanie Booth Candace Chapman Jonelle Filigno Robyn Gayle Kaylyn Kyle Karina LeBlanc Diana Matheson Erin McLeod Carmelina Moscato Marie-Eve Nault Kelly Parker Sophie Schmidt Desiree Scott Lauren Sesselmann Christine Sinclair C Chelsea Stewart Melissa Tancredi Brittany Timko Rhian Wilkinson Emily Zurrer | Fotbal              | turnaj žen                             |
| Bronz   | Richard Weinberger | Plavání             | muži marathon 10 km                    |
| Bronz   | Mark de Jonge | Kanoistika          | muži K-1 200 m                         |